# الاتحاد البرازيلي لكرة القدم
تأسس الاتحاد البرازيلي لكرة القدم (بالبرتغالية: Confederação Brasileira de Futebo‏) في عام 1914م وانضم إلى الاتحاد الدولي لكرة القدم في 1923م وإنضم إلى اتحاد أمريكا الجنوبية لكرة القدم في 1916م.

## المنتخبات الوطنية

### الرجال
- منتخب البرازيل لكرة القدم
- منتخب البرازيل تحت 23 سنة لكرة القدم
- منتخب البرازيل تحت 20 سنة لكرة القدم
- منتخب البرازيل تحت 17 سنة لكرة القدم
- منتخب البرازيل تحت 15 سنة لكرة القدم
- منتخب البرازيل لكرة القدم الشاطئية
- منتخب البرازيل لكرة الصالات

### السيدات
- منتخب البرازيل لكرة القدم للسيدات
- منتخب البرازيل تحت 23 سنة لكرة القدم للسيدات
- منتخب البرازيل تحت 20 سنة لكرة القدم للسيدات
- منتخب البرازيل تحت 17 سنة لكرة القدم للسيدات
- منتخب البرازيل لكرة الصالات للسيدات

## بطولات الاتحاد البرازيلي
- الدوري البرازيلي الدرجة الأولى (Série A)
- الدوري البرازيلي الدرجة الثانية (Série B)
- الدوري البرازيلي الدرجة الثالثة (Série C)
- الدوري البرازيلي الدرجة الرابعة (Série D)
- كأس البرازيل
- كأس السوبر البرازيلي
- الدوري البرازيلي للسيدات (Série A)
- كأس البرازيل للسيدات

## روابط إضافية
- الموقع الرسمي (بالبرتغالية)